# 皇族身位令
皇族身位令（こうぞくしんいれい、明治43年3月3日皇室令第2号）は、皇族に関する法令である。
1910年（明治43年）に公布された皇室令及附属法令廃止ノ件（昭和22年5月2日皇室令第12号）により、1947年（昭和22年）5月2日限りで廃止された。